# Geordie Shore/Staffel 7
Die siebte Staffel von Geordie Shore spielt wieder regulär in Newcastle upon Tyne. Ihre Erstausstrahlung erfolgte am 17. September 2017. Während Marnie, Sophies Cousine, neu in den Cast einsteigt, verlässt diese die Serie aufgrund rassistischer Vorwürfe, kehrt jedoch wieder zur fünfjährigen Jubiläumsstaffel (zwischen Staafel 12 und 13) zurück. Wie bereits in Staffel 6 kehrt auch dieses Mal Jay für zwei Folgen zurück, um den Zwist der Bewohner zu schlichten. Marnie sorgt dafür, dass die Freundschaft von Gaz und Scott auf der Kippe steht. Außerdem arbeiten die Bewohner eine Liste ab, auf der ein Wunsch von jedem Bewohner steht. Im Sommer 2014 begann die Ausstrahlung von Staffel 8.
| Cast members | Series 7 | Series 7 | Series 7 | Series 7 | Series 7 | Series 7 | Series 7 | Series 7 |
| Cast members | 1        | 2        | 3        | 4        | 5        | 6        |          |          |
| Charlotte    |          |          |          |          |          |          |          |          |
| Gaz          |          |          |          |          |          |          |          |          |
| Holly        |          |          |          |          |          |          |          |          |
| James        |          |          |          |          |          |          |          |          |
| Jay          |          |          |          |          |          |          |          |          |
| Marnie       |          |          |          |          |          |          |          |          |
| Scott        |          |          |          |          |          |          |          |          |
| Sophie       |          |          |          |          |          |          |          |          |
| Vicky        |          |          |          |          |          |          |          |          |
| ------------ | -------- | -------- | -------- | -------- | -------- | -------- | -------- | -------- |

Legende
| No. in Serie | No. in Staffel | Erstausstrahlung (UK) | Dauer   | Einschaltquoten (UK) | Zusammenfassung |
| ------------ | -------------- | --------------------- | ------- | -------------------- | --- |
| 49           | 1              | 17. September 2013    | 45 Min. | 1.010.000            | Wahnsinn! Die Geordies sind wieder da, wo sie hingehören – in Newcastle. Und auch in dieser Staffel wird wieder gefeiert, abgeschleppt, rumgemacht, rumgeknutscht und sich abgeschossen. Doch dann trifft sie erneut ein Schock, als Marnie, die Neue, einzieht... |
| 50           | 2              | 24. September 2013    | 45 Min. | 1.024.000            | Die Geordies machen nun in Newcastle weiter mit feiern, abschleppen und knutschen. Doch nach der Ankunft von Marnie, der Neuen, sind sie immer noch aufgewühlt. Ihr ist egal, was die anderen denken, und sie kann ihre Hände nicht von Scott lassen.              |
| 51           | 3              | 1. Oktober 2013       | 60 Min. | 1.031.000            | Es ist Hollys 21. Geburtstag, und die Geordies feiern, wie nur sie es können. Es gibt eine coole Hausparty, und es wird getrunken und geknutscht. Währenddessen ereignet sich eine kleine Tragödie, die zu einer unerwarteten Beerdigung am Strand führt.          |
| 52           | 4              | 8. Oktober 2013       | 50 Min. | 1.052.000            | Das Haus der Geordies wird durch einen heftigen Streit von Charlotte und Holly mit der Neuen, Marnie, erschüttert. Und dieser gerät ziemlich außer Kontrolle. |
| 53           | 5              | 15. Oktober 2013      | 45 Min. | 1.054.000            | Die Situation ist ziemlich angespannt, als Marnie nach dem Streit mit Holly und Charlotte ins Haus zurückkommt. Die Mädchen kommen nicht mit Marnies Rückkehr zurecht, und die Jungs bleiben nach einem heftigen Schlagabtausch geschockt zurück.                  |
| 54           | 6              | 22. Oktober 2013      | 45 Min. | 1.068.000            | Der wilde Summer der Geordies erreicht mit noch mehr Trinken und Rumknutschen seinen Höhepunkt, und ein finales Drama versetzt alle in Schock. Gaz und Holly sind immer noch sauer auf Charlottes Freund, weil er sich so danebenbenommen hat.                     |